# Hydrophilus ovatus
Hydrophilus ovatus es una especie de escarabajo acuático del género Hydrophilus, familia Hydrophilidae. Fue descrita científicamente por Gemminger & Harold en 1868.
Se distribuye por América del Norte. Habita en México, Bahamas, Canadá y Estados Unidos (desde Ontario y Míchigan hasta Florida y Texas). Mide 30-35 milímetros de longitud. Se sabe que las larvas se alimentan de caracoles.

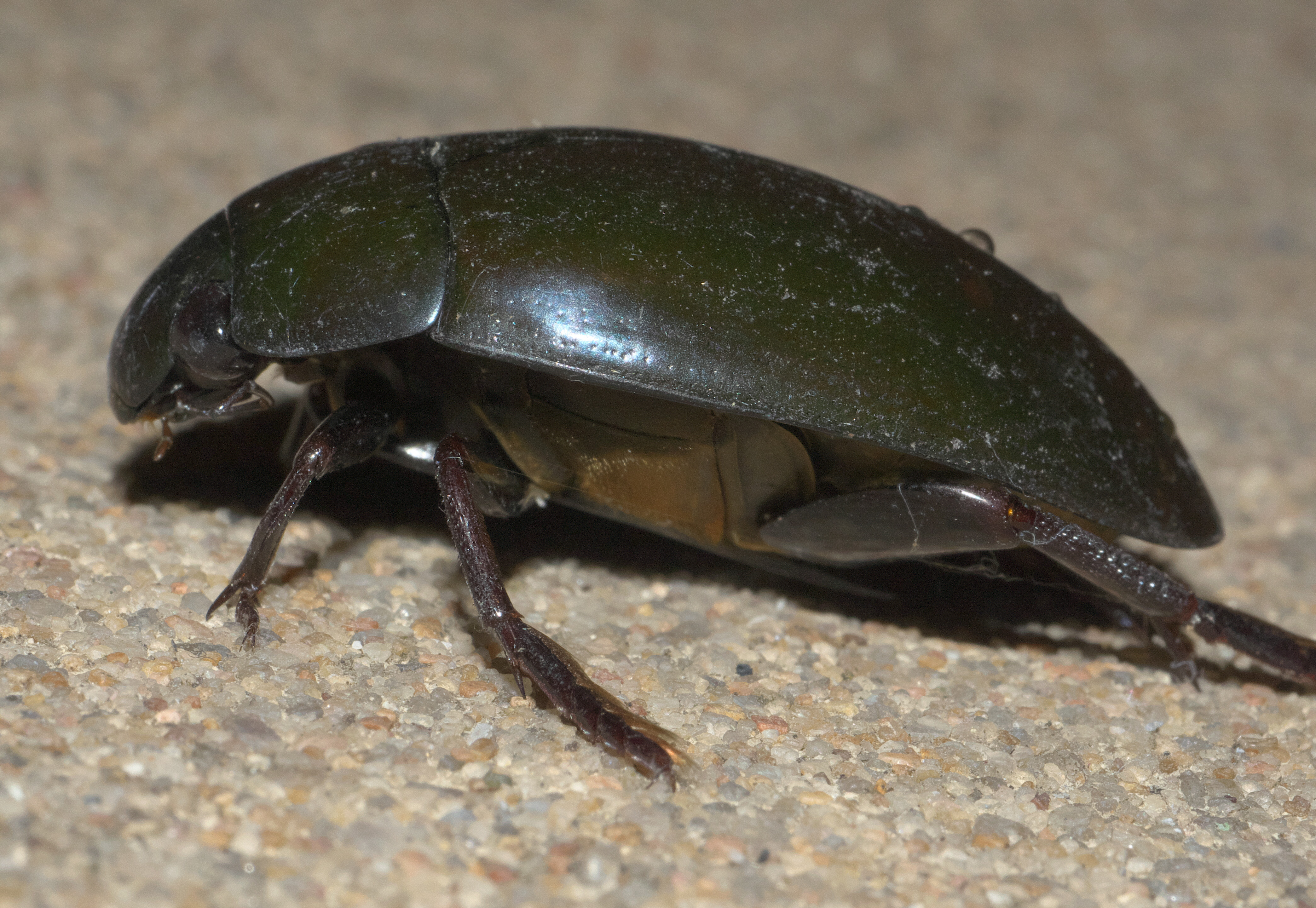
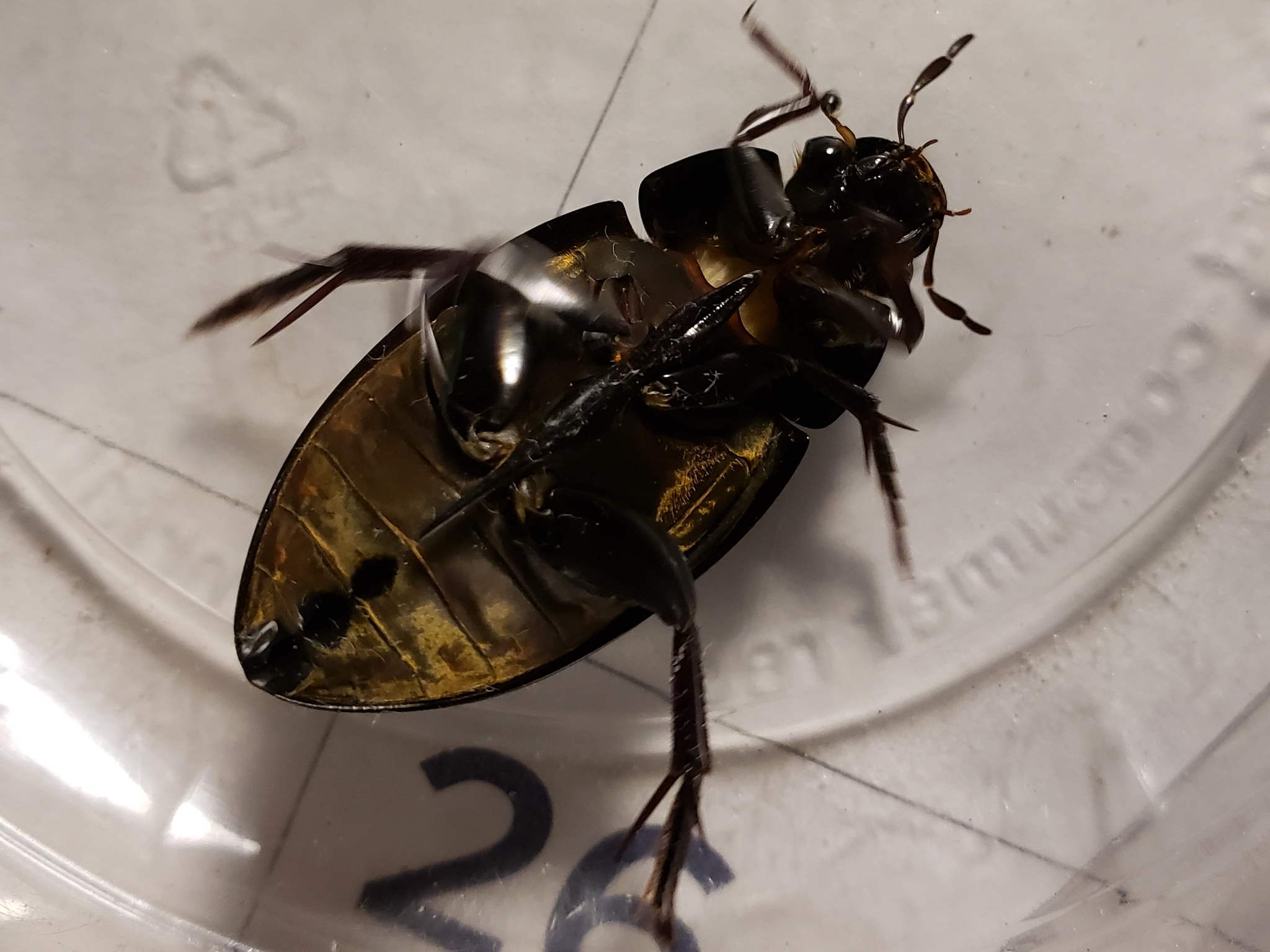
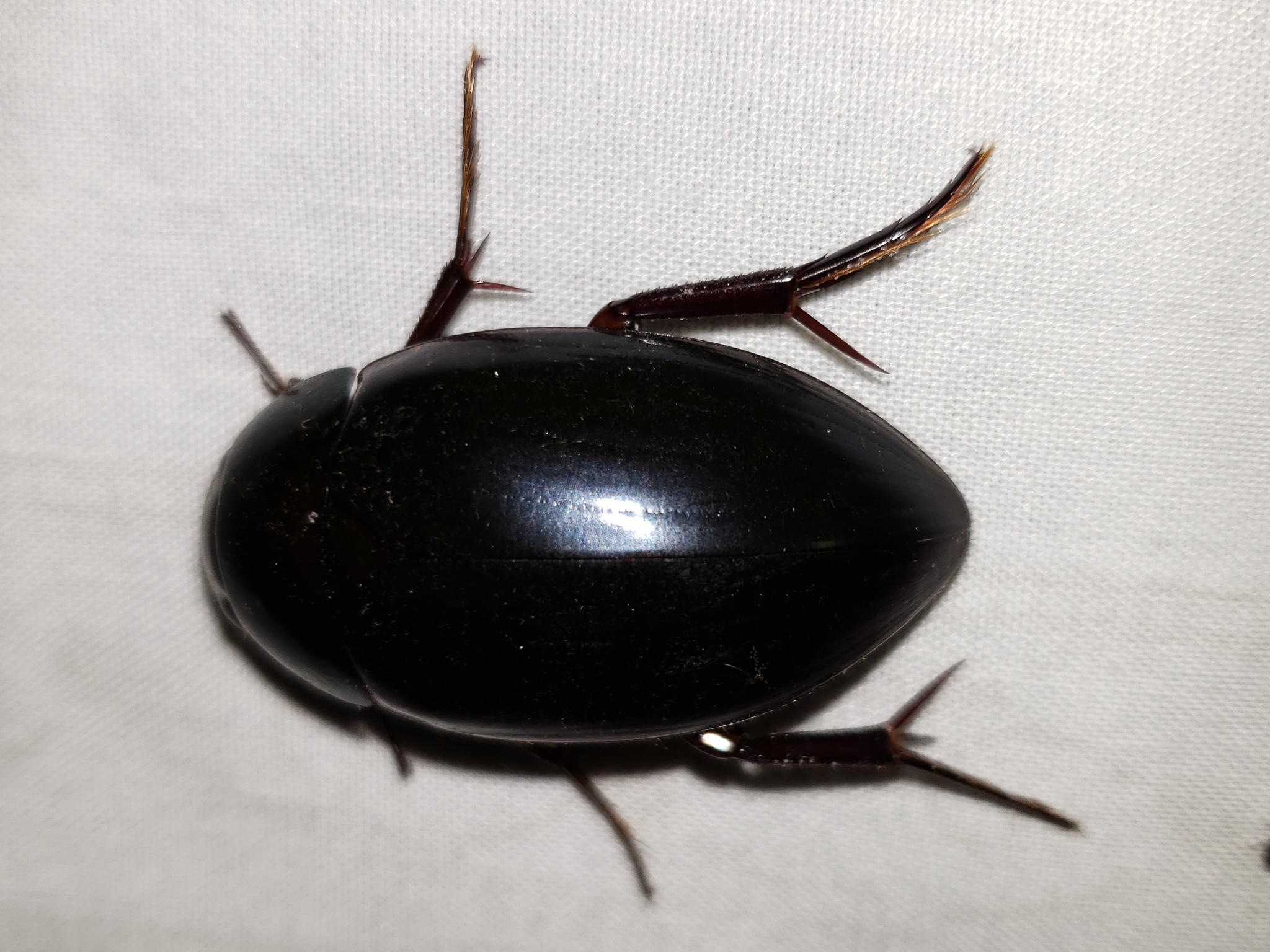